# Било (покрив)
Билото е най-високата част на покрива. То е най-често хоризонтално, но може да се изпълни и с наклон. При керемидени покриви билото се покрива с капаци, по изключение и с турски керемиди.
- Било на двускатен покрив (покривка с керемиди)
- Било на църквата St. Marien, Любек, Германия (обшивка от ламарина)
- Поглед под билото, вижда се билната столица